# Wieruszkorumieniak winny
Wieruszkorumieniak winny (Entocybe vinacea (Scop.) T.J. Baroni, V. Hofst. & Largent) – gatunek grzybów z rodziny dzwonkówkowatych (Entolomataceae).

## Systematyka i nazewnictwo
Pozycja w klasyfikacji według Index Fungorum: Entocybe, Entolomataceae, Agaricales, Agaricomycetidae, Agaricomycetes, Agaricomycotina, Basidiomycota, Fungi.
Po raz pierwszy opisał go w 1772 r. Giovanni Antonio Scopoli, nadając mu nazwę Agaricus vinaceus. Obecną nazwę nadali mu T.J. Baroni, David Lee Largent i Valérie Hofstetter w 2011 r. Niektóre inne synonimy:
- Entocybe vinacea var. fumosipes (Arnolds & Noordel.) T.J. Baroni, V. Hofst. & Largent 2011
- Entocybe vinacea var. violeipes (Arnolds & Noordel.) T.J. Baroni, V. Hofst. & Largent 2011
- Entoloma vinaceum (Scop.) Arnolds & Noordel. 1979

W internetowym atlasie grzybów ma polską nazwę dzwonkówka winna, ale po przeniesieniu gatunku do rodzaju Entocybe nazwa ta stała się niespójna z nazwą naukową. W 2025 r. Komisja ds. Polskiego Nazewnictwa Grzybów Polskiego Towarzystwa Mykologicznego zarekomendowała nazwę wieruszkorumieniak winny, która jest spójna z nową nazwą naukową.

## Morfologia
Kapelusz
Średnica 2–4 cm, początkowo wypukły z lekko zagłębionym środkiem i podwiniętym brzegiem, nagi lub z nieco filcowatym środkiem, błyszczący, higrofaniczny; w stanie wilgotnym półprzezroczysty, prążkowany tylko na brzegu lub do dwóch trzecich promienia, rogowobrązowy z ciemniejszym, brązowym środkiem, szarobrązowy lub czerwonobrązowy, na brzegu tylko nieznacznie jaśniejszy; w stanie suchym dużo jaśniejszy.
Blaszki
W liczbie 20–25, wyjątkowo do 40, z blaszeczkami (l = 1–3), średnio gęste, przyrośnięte lub lekko zbiegające, o szerokości do 5 mm, segmentowane do brzuchatych, szare, potem z różowym odcieniem. Krawędzie równe lub ząbkowane, tej samej barwy.
Trzon
Wysokość 2,7–6 cm, grubość 0,15–0,3 cm, pełny, cylindryczny lub wygięty, ze zwężającą się podstawą, czasami prawie zakorzeniający się. Powierzchnia na szczycie szarawa, ku dołowi żółtawa, naga, gładka lub z kilkoma rozproszonymi, srebrzystymi włókienkami, u podstawy biało kutnerowata.
Miąższ
W kapeluszu cienko-błoniasty, w trzonie krucho-włóknisty, tej samej barwy co powierzchnia, tylko w samym środku trzonu nieco bledszy. Brak wyraźnego zapachu i smaku.
Cechy mikroskopowe
Zarodniki 6,5–9 × 5,5–7,5 µm, Qav = 1,2, wielokątne, cienkościenne. Podstawki 25–40 × 8–12,5 µm, 4-zarodnikowe, ze sprzążkami. Cystyd brak. Skórka kapelusza typu cutis z przejściami w ixocutis, złożona z promieniście ułożonych, cylindrycznych strzępek o szerokości, 2–5 (–7) µm. W skórce kapelusza i skórce górnej części trzonu występuje brązowy pigment. Sprzążki liczne we wszystkich częściach grzyba.

## Występowanie i siedlisko
Występuje w Ameryce Północnej i Europie. Na nizinach Europy Zachodniej nie jest rzadki. W Polsce jego stanowiska podali B. Gierczyk i inni w 2018 r.
Grzyb naziemny, prawdopodobnie mykoryzowy. Owocniki pojedynczo lub w małych grupach na terenach trawiastych i na wrzosowiskach, na ubogich, piaszczystych, kwaśnych glebach w plejstoceńskich obszarach piaszczystych i starych wydmach przybrzeżnych.